# Picture This Live (Capitol Anniversary Series)
A Picture This Live az amerikai Blondie rockegyüttes koncertalbuma.  Az EMI és a Capitol Records gondozásában jelent meg 1998-ban, majd a következő évben újra kiadták eltérő borítóval, Blondie Live - Philadelphia 1978/Dallas 1980 címen.

## Az album dalai
1. Dreaming (Deborah Harry, Chris Stein) - 4:07
2. In the Sun (Stein) – 2:47
3. Hanging on the Telephone (Jack Lee) - 2:18
4. Look Good in Blue (Jimmy Destri) - 3:38
5. Slow Motion (Laura Davis, Destri) - 3:22
6. Sunday Girl (Stein) - 3:38
7. X-Offender (Harry, Gary Valentine) - 2:59
8. Picture This (Harry, Stein, Destri) - 2:54
9. Denis (Neil Levenson) - 3:10
10. Fade Away And Radiate (Stein) - 5:06
11. A Shark In Jets Clothing/I Know But I Don't Know (Destri)/(Frank Infante) - 8:25
12. One Way or Another (Nigel Harrison, Harry) - 6:47
13. Heart of Glass (Harry, Stein) - 6:21
14. 11:59 (Destri) - 4:14
15. Bang A Gong (Get It On)/Funtime (Marc Bolan)/(Iggy Pop, David Bowie) - 15:26
  - 1-6-os és 13-15-ös dalok: Dallas, 1980
  - 7-12-es dalok: Philadelphia, 1978